# Archidiocèse de Santiago de los Caballeros
Ne doit pas être confondu avec Archidiocèse de Santiago de Cuba, Archidiocèse de Santiago de Guatemala ou Archidiocèse de Santiago du Chili.
L'archidiocèse de Santiago de los Caballeros (en latin : Archidioecesis Sancti Iacobi Equitum ; en espagnol : Arquidiócesis de Santiago de los Caballeros) est un archidiocèse métropolitain de l'Église catholique romaine en République dominicaine.

## Territoire

Archidiocèse de Santiago de los Caballeros
Suffragants

Il comprend les provinces de Santiago et d'Espaillat (sauf les municipalités de Gaspar Hernández et Jamao al Norte qui sont sous juridiction du diocèse de Puerto Plata). Il possède un territoire de 3 633 km2 divisé en 108 paroisses. L'archevêché est à Santiago de los Caballeros où se trouve la cathédrale de saint Jacques.

## Histoire
Le diocèse de Santiago de los Caballeros est érigé le 25 septembre 1953 par la constitution apostolique Si magna et excelsa du pape Pie XII en prenant sur le territoire de l'archidiocèse de Saint-Domingue, dont il devient suffragant.
Le 16 janvier 1978, il cède une portion de son territoire pour l'érection du diocèse de Mao-Monte Cristi ; dans le même temps, la province de Salcedo (aujourd'hui province de Hermanas Mirabal) intègre le diocèse de La Vega.
Il est élevé au rang de l'archidiocèse métropolitain le 14 février 1994 par la constitution apostolique Solicitam sane du pape Jean-Paul II avec les diocèses de Mao-Monte Cristi, La Vega et San Francisco de Macorís comme suffragants. Le 16 décembre 1996, il cède une autre portion de territoire pour l'établissement du diocèse de Puerto Plata qui intègre la province ecclésiastique de Santiago.

## Évêques puis archevêques
- Hugo Eduardo Polanco Brito (1956-1966) nommé administrateur apostolique de Saint-Domingue
- Roque Antonio Adames Rodríguez (1966-1992)
- Juan Antonio Flores Santana (1992-2003)
- Ramón Benito de La Rosa y Carpio (2003-2015)
- Freddy Antonio de Jesús Bretón Martínez (2015-2023)
- Héctor Rafael Rodríguez Rodríguez (2023- )